# Walter Kreiser
Walter Kreiser (aussi connu comme Konrad Wiederhold) était un ingénieur aéronautique et journaliste pacifiste allemand né en 1898 et mort en 1959.

## L'ingénieur aéronautique
Les documents du procès de la Weltbühne révèlent que Kreiser a quitté en décembre 1914 le lycée scientifique de Heilbronn pour rejoindre le 10e régiment d'artillerie à pied à Strasbourg. Malgré la guerre, il a obtenu son baccalauréat.
Dans l'après-guerre il visait à devenir ingénieur aéronautique. Pour ce but il travaille longtemps comme ouvrier pour les grandes constructeurs aéronautiques allemands de l'époque. En 1923 il a commencé les études de la technique des avions à l'École supérieure technique de Stuttgart. Des difficultés financières l'obligent à quitter l'école en 1924. Malgré cet échec, Kreiser est devenu un des pionniers des hélicoptères de l'Allemagne pendant les années 1920. Avec Walter Rieseler il a remis plusieurs brevets, dont le pionnier aéronautique E. Burke Wilford développa un hélicoptère qui vola pour la première fois en août 1931.

## Le journaliste
Après avoir quitté l'école, Kreiser se tourna vers le journalisme. Initialement, il travaillait comme reporter sportif à Stuttgart et Berlin. Mais il ne délaissa jamais l'aéronautique et ses développements.
Dans une lettre d'août 1925, il se caractérisa comme le "seul parmi les pacifiste à posséder des connaissances exactes de l'aviation". Il travaillait comme expert aéronautique pour la ligue allemande des droits de l'homme. De 1925 à 1927 il publia dans l'hebdomadaire Die Weltbühne sept articles concernant la politique allemande relative à l'aviation, sous le pseudonyme de Konrad Widerhold.
En raison de sa participation au livre Die deutsche Militärpolitik seit 1918 (La politique d'armement allemande depuis 1918) on porta plainte contre lui en 1926. Il était accusé de trahison contre la patrie et trahison de secrets militaires. Le procès était arrêté en 1928.
Kreiser est devenu membre du SPD en 1929.

## Procès de laWeltbühne
Son article sur la politique d'armement de l'Allemagne dans la Weltbühne lui a valu 18 mois de prison en 1931.